# مسابقات ورزش‌های آبی اروپا ۱۹۹۹
مسابقات ورزش‌های آبی اروپا ۱۹۹۹ از ۲۶ ژوئیه تا ۱ آگوست ۱۹۹۹ در شهر استانبول، ترکیه برگزار شده است.

## جدول مدال‌ها
| رتبه  | کشور           | طلا | نقره | برنز | مجموع |
| ۱     | آلمان          | ۱۲  | ۱۳   | ۱۱   | ۳۶    |
| ۲     | روسیه          | ۱۰  | ۹    | ۵    | ۲۴    |
| ۳     | هلند           | ۹   | ۲    | ۲    | ۱۳    |
| ۴     | اوکراین        | ۵   | ۳    | ۳    | ۱۱    |
| ۵     | سوئد           | ۳   | ۵    | ۲    | ۱۰    |
| ۶     | بریتانیای کبیر | ۳   | ۴    | ۶    | ۱۳    |
| ۷     | فرانسه         | ۳   | ۳    | ۶    | ۱۲    |
| ۸     | مجارستان       | ۳   | ۱    | ۱    | ۵     |
| ۹     | ایتالیا        | ۲   | ۴    | ۶    | ۱۲    |
| ۱۰    | رومانی         | ۲   | ۴    | ۳    | ۹     |
| ۱۱    | اسپانیا        | ۲   | ۴    | ۰    | ۶     |
| ۱۲    | دانمارک        | ۱   | ۰    | ۰    | ۱     |
| ۱۳    | کرواسی         | ۰   | ۳    | ۰    | ۳     |
| ۱۴    | اسرائیل        | ۰   | ۱    | ۱    | ۲     |
| ۱۵    | لهستان         | ۰   | ۰    | ۳    | ۳     |
| ۱۶    | فنلاند         | ۰   | ۰    | ۲    | ۲     |
| ۱۷    | بلاروس         | ۰   | ۰    | ۱    | ۱     |
| ۱۷    | بلژیک          | ۰   | ۰    | ۱    | ۱     |
| ۱۷    | جمهوری چک      | ۰   | ۰    | ۱    | ۱     |
| ۱۷    | اسلوونی        | ۰   | ۰    | ۱    | ۱     |
| Total | Total          | ۵۵  | ۵۶   | ۵۵   | ۱۶۶   |